# La Sinistra (Lussemburgo)
La Sinistra (in lussemburghese Déi Lénk) è un partito politico del Lussemburgo della Nuova Sinistra, di ispirazione socialista democratica ed anti-capitalista.
Esso nacque come coalizione elettorale del Partito Comunista del Lussemburgo, della Nuova Sinistra, dal Partito Socialista dei Lavoratori del Lussemburgo e dal Partito Socialista Rivoluzionario di Lussemburgo nel 1999. Già dalle elezioni del 2004 il Partito Comunista abbandonò la coalizione e ricominciò a presentarsi autonomamente.
Esso partecipa al livello europeo al Partito della Sinistra Europea e alla Sinistra Anticapitalista Europea.

## Risultati elettorali
| Anno | % voti | # Seggi | +/-     |
| ---- | ------ | ------- | ------- |
| 1999 | 3.3    | 1 / 60  | —       |
| 2004 | 1.9    | 0 / 60  | 1       |
| 2009 | 3.3    | 1 / 60  | 1       |
| 2013 | 4.9    | 2 / 60  | 1       |
| 2018 | 5,48   | 2 / 60  | Stabile |
| 2023 | 3,93   | 2 / 60  | Stabile |